# Jean-François Chenot
Jean-François Chenot (* 1969 in Ixelles) ist belgischer Allgemeinarzt und Gesundheitswissenschaftler. Er ist Professor für Allgemeinmedizin und  Direktor der Abteilung Allgemeinmedizin der Universitätsmedizin Greifswald an der Universität Greifswald.

## Leben und Wirken
Der gebürtige Belgier absolvierte sein Medizinstudium in den Jahren 1989 bis 1996 in Frankfurt (Klinikum der Johann Wolfgang Goethe-Universität Frankfurt) und in Lyon (Université Claude Bernard). Danach ging er für zwei Jahre nach Boston, wo er an der Boston University School of Public Health und dem Carney Hospital in einem Public-Health-Studium Epidemiologie und Biostatistik studierte. Gleichzeitig absolvierte er in den Jahren 1996 bis 2003 seine Facharztausbildung in Frankreich, Deutschland und den USA an verschiedenen Lehrkrankenhäusern. 2001 legte er seine Facharztprüfung für Innere Medizin in den USA, 2003 für Allgemeinmedizin in Deutschland ab. 2004 erwarb er die Kassenzulassung und praktizierte in verschiedenen Landarztpraxen. 2008 folgte seine Habilitation in Allgemeinmedizin zum Thema „Versorgung von Patienten mit Kreuzschmerzen in der Hausarztpraxis“ und war von 2009 bis 2011 Professor für Versorgungsforschung Allgemeinmedizin in Göttingen, seitdem in Greifswald. 
Neben seiner medizinischen Tätigkeit engagierte sich Chenot auch administrativ, als Autor und in der Fortbildung. 2010 wurde er Präsidiumsmitglied bei der DEGAM, 2022 ihr Vizepräsident. Er ist ordentliches Mitglied der Arzneimittelkommission der deutschen Ärztenschaft. 2020 brachte er in Co-Autorenschaft das Lehrbuch Allgemeinmedizin heraus, seit 2023 ist er Geschäftsführender Herausgeber der Zeitschrift für Allgemeinmedizin, dem Organ der DEGAM. Außerdem eröffentlichte der Dutzende von Fachartikeln. Für die Jahre 2023 bis 2025 ist er Dozent der Nachwuchsakademie.

## Werke
- Allgemeinmedizin. Urban & Fischer in Elsevier, 2024, 2. Auflage
- Facharztprüfung Allgemeinmedizin in Fällen, Fragen und Antworten. Jobst, Detmar, München, 2023.
- ELSEVIER ESSENTIALS Diabetes. Elsevier, München 2021.
- KSFE 2016, 20. Konferenz der SAS-Anwender in Forschung und Entwicklung. Shaker 2016.
- QiSA, das Qualitätsindikatorensystem für die ambulante Versorgung. Bd. C4. 2010.
- In-vitro-Versuche zur antiviralen Wirkung von Asc-2-P bei der Zytomegalievirus-Infektion. 1996